# 配位异构
配位异构是构型异构的一种形式。在配位异构中，组成的复合离子具有不同的构型，这些离子成为配位异构物。